# ليونارد يوجين ويلز
ليونارد يوجين ويلز (بالإنجليزية: Leonard Eugene Wales)‏ هو قاضي ومحامي أمريكي، ولد في 26 نوفمبر 1823، وتوفي في 8 فبراير 1897.